# Alveston
Alveston est une paroisse civile et un village du Gloucestershire, en Angleterre.